# Tim Burgess
Tim Burgess (* 30. května 1967) je anglický zpěvák. Roku 1989 se stal členem skupiny The Charlatans, se kterou do roku 2015 vydal dvanáct studiových alb. V roce 2003 vydal své první sólové album nazvané I Believe a o devět let později následovalo druhé, které dostalo název Oh No I Love You. Roku 1995 zpíval v písni „Life Is Sweet“ z alba Exit Planet Dust kapely The Chemical Brothers. Se stejnou skupinou spolupracoval i o deset let později na písni „The Boxer“ z alba Push the Button. Rovněž byl členem skupiny The Chavs a spolupracoval s dalšími hudebníky. V roce 2011 založil hudební vydavatelství O Genesis.

## Sólová diskografie
- I Believe (2003)
- Oh No I Love You (2012)
- Same Language, Different Worlds (2016)
- As I Was Now (2018)
- I Love the New Sky (2020)